# Psylliodes illyrica
Psylliodes illyrica is een keversoort uit de familie bladkevers (Chrysomelidae). De wetenschappelijke naam van de soort werd in 1993 gepubliceerd door Leonardi & Gruev.